# 5 Seconds of Summer
5 Seconds of Summer ist eine australische Pop-Rock-Band aus Sydney, die seit Mitte der 2010er Jahre international erfolgreich ist.

## Geschichte
5 Seconds of Summer wurde Anfang 2011 von Luke Robert Hemmings, Michael Gordon Clifford und Calum Thomas Hood gegründet, die gemeinsam das Northwest Christian College in Sydney besuchten. Sie fingen an Cover von bekannten Liedern auf YouTube hochzuladen. Ihr Cover von Chris Browns und Justin Biebers Hit Next 2 You erreichte bis heute über 3.600.000 Aufrufe. Vor ihrem ersten Auftritt im Dezember 2011 holten sie als Schlagzeuger Ashton Fletcher Irwin dazu, der aus ihrem gemeinsamen Bekanntenkreis stammte. Seitdem hat sich die Zusammensetzung der Band nicht verändert. Auf YouTube erreichten sie in kurzer Zeit über 4 Millionen Aufrufe und bauten eine große Fangemeinde auf sozialen Netzwerken wie Twitter und Facebook auf.
2012 erregte die Band einiges Interesse von großen Musiklabels und -verlagen und unterzeichnete schließlich einen Vertrag mit Sony ATV Music Publishing. Obwohl sie weiterhin keine weitere Unterstützung erhielten, außer auf Facebook und Twitter, erreichte ihre erste musikalische Veröffentlichung, eine EP mit dem Namen Somewhere New, Platz 3 in den iTunes-Charts in Australien und landete in den Top 20 in Neuseeland und Schweden.
Großen internationalen Erfolg erreichten sie, als Louis Tomlinson aus der britisch-irischen Boyband One Direction einen Link zu dem YouTube-Video von ihrem Lied Gotta Get Out twitterte. In diesem Tweet erwähnte er, dass er schon für eine Weile ein Fan von 5 Seconds of Summer sei. Weitere Aufmerksamkeit erreichten 5 Seconds of Summer, als sie am 19. November 2012 ihre Single Out of My Limit veröffentlichten und Niall Horan, ebenfalls ein Mitglied der Boyband One Direction, einen Link zu ihrem Video twitterte, das so innerhalb von 24 Stunden über 100.000 Aufrufe erhielt.
5 Seconds of Summer verbrachte die zweite Hälfte des Jahres 2012 mit dem Schreiben neuer Songs, wobei ihnen Christian Lo Russo und Joel Chapman der australischen Band Amy Meredith halfen. Mit ihnen schrieben sie zwei weitere Lieder für ihre Somewhere New EP: Beside You und Unpredictable.
Im Dezember 2012 begaben sich die Jungs auf eine Songwriting-Reise nach London, wo sie mit verschiedenen bekannten Künstlern wie McFly, Roy Stride von Scouting for Girls, Nick Hodgson von Kaiser Chiefs, Jamie Scott, Jake Gosling, Steve Robson und James Bourne von Busted zusammenarbeiteten.
Die EPs She Looks So Perfect, Don’t Stop, Amnesia und Good Girls wurden 2014 veröffentlicht.

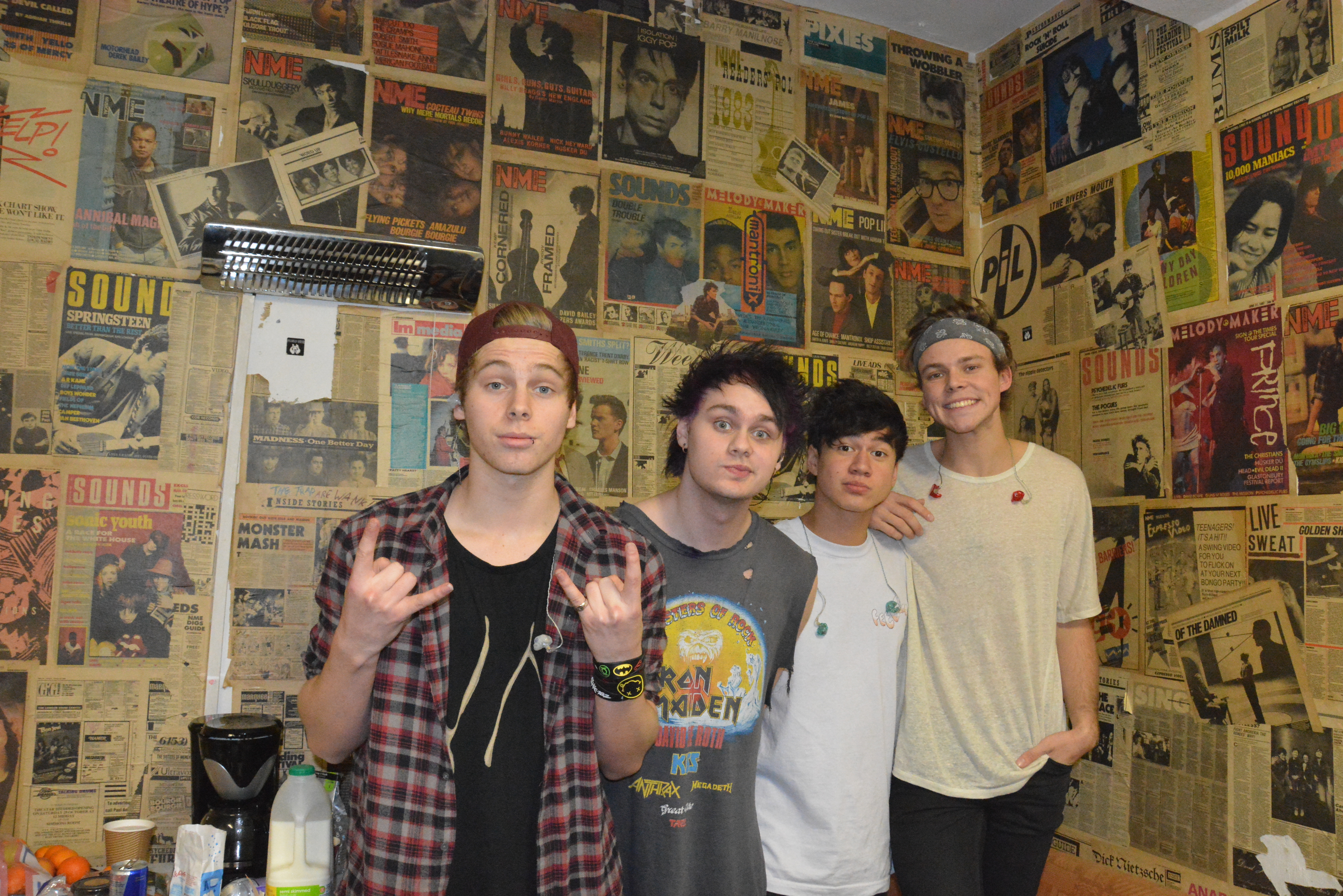
5 Seconds of Summer (2014)

5 Seconds of Summer veröffentlichten im Juni 2014 ihr Debütalbum mit dem Titel 5 Seconds of Summer. In den USA wurde das Album am 22. Juli 2014 veröffentlicht. Es erreichte nicht nur in Australien und Neuseeland, sondern auch in den USA Platz 1 und kam in vielen weiteren Ländern in die Top 10. Als Singles waren Don’t Stop und Amnesia erfolgreich, letztere verkaufte sich allein in USA über eine Million Mal. Ende des Jahres erschien mit Good Girls die vierte offizielle Liedauskopplung, die ebenfalls noch einmal international in die Charts kam.
Mit She’s Kinda Hot erschien bereits im Juli 2015 das nächste neue Lied. Es war erneut in vielen Ländern erfolgreich und kündigte das zweite Album Sounds Good Feels Good noch im selben Jahr an. Das Album erschien am 23. Oktober 2015.
Mit Girls Talk Boys erschien am 15. Juli 2016 eine neue Single der Band. Diese ist auf dem Soundtrack zum neuen Ghostbusters-Film enthalten.
2016 absolvierten 5 Seconds Of Summer zudem eine Welttournee namens Sounds Live Feels Live, während welcher sie in Europa, Asien und den USA Konzerte gaben.
Weiterhin haben sie mit der japanischen Rockband One Ok Rock den Track Take What You Want aufgenommen, der auf dessen Album zu hören ist.
Am 22. Februar 2018 veröffentlichte die Band die Vorabsingle Want You Back und kündigten eine neue Tour für 2018 an. Am 15. Juni 2018 erschien ihr drittes Album Youngblood, mit dem sie sich vom früheren Pop-Punk in Richtung reiner Pop mit stärkerem Einsatz von Synthesizern bewegten. Wie die zwei vorherigen Alben gelangte auch dieses auf die Spitzenposition der Billboard 200 und der australischen Charts. Die gleichnamige Single Youngblood war ebenfalls erfolgreich in den Charts. Im Oktober 2018 veröffentlichte die Band eine Coverversion von Killer Queen als Teil einer dreiteiligen Serie für die gemeinnützige Organisation Mercury Phoenix Trust.
Im Februar 2020 traten 5 Seconds of Summer bei „Fire Fight Australia“ auf, einem Benefizkonzert zugunsten von Opfern der australischen Waldbrände. Am 27. März 2020 erschien ihr viertes Album Calm. Der Titel des Albums setzt sich aus den Anfangsbuchstaben der Vornamen der Band-Mitglieder zusammen. Im Gegensatz zu seinem Vorgänger zeichnet es sich laut Band und Kritiker durch musikalische Unbeschwertheit aus. Es erreichte Platz 1 der britischen und australischen Charts, verfehlte aber als erstes Album der Band knapp die Spitze der Billboard-Charts.

## Einflüsse
Einflüsse der Band sind Blink-182, All Time Low, Ed Sheeran, Mayday Parade, Boys Like Girls, Green Day und Nickelback.

## Tourneen
- 2012: Mini Australian Tour
- 2012: Twenty Twelve Tour
- 2012: Vorband der Whatever World Tour von Hot Chelle Rae
- 2013: Pants Down Tour
- 2013: Vorband der Take Me Home Tour von One Direction
- 2014: UK Tour
- 2014: 5 Countries 5 Days European Tour
- 2014: Stars, Stripes and Maple Syrup Tour
- 2014: There’s No Place Like Home Tour
- 2014: Vorband der Where We Are (Stadium Tour) von One Direction
- 2015: Rock Out with Your Socks Out Tour
- 2016: Sounds Live Feels Live Tour
- 2017: Summer 2017 Tour
- 2018: 5SOSIII Spring Tour
- 2018: Meet You There Tour
- 2019: Vorband der World War Joy Tour von The Chainsmokers
- 2022: Take My Hand World Tour
- 2023: The 5 Seconds of Summer Show

## Diskografie
Studioalben

| Jahr | Titel Musiklabel                             | Höchstplatzierung, Gesamtwochen, AuszeichnungChartplatzierungen (Jahr, Titel, Musiklabel, Platzierungen, Wochen, Auszeichnungen, Anmerkungen) | Höchstplatzierung, Gesamtwochen, AuszeichnungChartplatzierungen (Jahr, Titel, Musiklabel, Platzierungen, Wochen, Auszeichnungen, Anmerkungen) | Höchstplatzierung, Gesamtwochen, AuszeichnungChartplatzierungen (Jahr, Titel, Musiklabel, Platzierungen, Wochen, Auszeichnungen, Anmerkungen) | Höchstplatzierung, Gesamtwochen, AuszeichnungChartplatzierungen (Jahr, Titel, Musiklabel, Platzierungen, Wochen, Auszeichnungen, Anmerkungen) | Höchstplatzierung, Gesamtwochen, AuszeichnungChartplatzierungen (Jahr, Titel, Musiklabel, Platzierungen, Wochen, Auszeichnungen, Anmerkungen) | Höchstplatzierung, Gesamtwochen, AuszeichnungChartplatzierungen (Jahr, Titel, Musiklabel, Platzierungen, Wochen, Auszeichnungen, Anmerkungen) | Höchstplatzierung, Gesamtwochen, AuszeichnungChartplatzierungen (Jahr, Titel, Musiklabel, Platzierungen, Wochen, Auszeichnungen, Anmerkungen) | Anmerkungen                                                |
| Jahr | Titel Musiklabel                             | DE | AT | CH | UK | US | AU | NZ | Anmerkungen                                                |
| ---- | -------------------------------------------- | --- | --- | --- | --- | --- | --- | --- | ---------------------------------------------------------- |
| 2014 | 5 Seconds of Summer Capitol Records (UMG)    | DE6 (8 Wo.)DE | AT4 Gold · (10 Wo.)AT | CH5 (12 Wo.)CH | UK2 Platin · (42 Wo.)UK | US1 Platin · (66 Wo.)US | AU1 ×2Doppelplatin · (29 Wo.)AU | NZ1 Gold · (19 Wo.)NZ | Erstveröffentlichung: 27. Juni 2014 Verkäufe: + 1.772.500  |
| 2015 | Sounds Good Feels Good Capitol Records (UMG) | DE3 (4 Wo.)DE | AT1 (4 Wo.)AT | CH3 (4 Wo.)CH | UK1 Gold · (12 Wo.)UK | US1 Gold · (14 Wo.)US | AU1 Gold · (11 Wo.)AU | NZ2 (7 Wo.)NZ | Erstveröffentlichung: 23. Oktober 2015 Verkäufe: + 677.500 |
| 2018 | Youngblood Capitol Records (UMG)             | DE6 (4 Wo.)DE | AT5 (3 Wo.)AT | CH8 (3 Wo.)CH | UK3 Gold · (13 Wo.)UK | US1 Platin · (64 Wo.)US | AU1 Gold · (15 Wo.)AU | NZ2 (11 Wo.)NZ | Erstveröffentlichung: 15. Juni 2018 Verkäufe: + 1.375.000  |
| 2020 | Calm Interscope Records (UMG)                | DE7 (3 Wo.)DE | AT4 (5 Wo.)AT | CH13 (2 Wo.)CH | UK1 Gold · (5 Wo.)UK | US2 (9 Wo.)US | AU1 (16 Wo.)AU | NZ4 (8 Wo.)NZ | Erstveröffentlichung: 27. März 2020 Verkäufe: + 127.500    |
| 2022 | 5SOS5 BMG Rights Management (WMG)            | DE5 (2 Wo.)DE | AT9 (2 Wo.)AT | CH16 (2 Wo.)CH | UK1 (3 Wo.)UK | US2 (3 Wo.)US | AU1 (3 Wo.)AU | NZ3 (2 Wo.)NZ | Erstveröffentlichung: 23. September 2022                   |